# Agnès Raharolahy
Agnès Raharolahy (Alençon, 7 de septiembre de 1992) es una deportista francesa que compite en atletismo, especialista en las carreras de velocidad y mediofondo.
Ganó dos medallas en el Campeonato Europeo de Atletismo, oro en 2014 y plata en 2018, y dos medallas en el Campeonato Europeo de Atletismo en Pista Cubierta, en los años 2015 y 2023.

## Palmarés internacional
| Campeonato Europeo                   | Campeonato Europeo      | Campeonato Europeo | Campeonato Europeo |
| Año                                  | Lugar                   | Medalla            | Prueba             |
| ------------------------------------ | ----------------------- | ------------------ | ------------------ |
| 2014                                 | Zúrich (Suiza)          | Medalla de oro     | 4 × 400 m          |
| 2018                                 | Berlín (Alemania)       | Medalla de plata   | 4 × 400 m          |
| Campeonato Europeo en Pista Cubierta |                         |                    |                    |
| Año                                  | Lugar                   | Medalla            | Prueba             |
| 2015                                 | Praga (República Checa) | Medalla de oro     | 4 × 400 m          |
| 2023                                 | Estambul (Turquía)      | Medalla de bronce  | 800 m              |